# Aberdeen (Maryland)
Aberdeen is een plaats (city) in de Amerikaanse staat Maryland, en valt bestuurlijk gezien onder Harford County.

## Demografie
Bij de volkstelling in 2000 werd het aantal inwoners vastgesteld op 13.842.
In 2006 is het aantal inwoners door het United States Census Bureau geschat op 14.130, een stijging van 288 (2,1%).

## Geografie
Volgens het United States Census Bureau beslaat de plaats een oppervlakte van
16,5 km², geheel bestaande uit land. Aberdeen ligt op ongeveer 142 m boven zeeniveau.

## Plaatsen in de nabije omgeving
De onderstaande figuur toont nabijgelegen plaatsen in een straal van 12 km rond Aberdeen.